# 搖滾吧，情歌！
《搖滾吧，情歌！》是台灣男歌手范逸臣的第六張專輯，此張專輯的定義是以抒情搖滾和搖滾為主的歌，6首翻唱和6首新歌，總共12首歌曲，由2013年8月9日豐華唱片發行。

## 曲目
| 曲序 | 曲名                 | 作詞                 | 作曲                                    | 時間長度 | 附註                                                         |
| 01   | 台北的天空           | 陳克華               | 陳復明                                  | 3:42     | 翻唱 原唱:王芷蕾                                             |
| 02   | 揮之不去             | 深白色               | 深白色                                  | 4:20     | 翻唱 原唱:Melody                                             |
| 03   | 海闊天空             | 黃家駒               | 黃家駒                                  | 5:08     | 粵語 翻唱 原唱:BEYOND                                        |
| 04   | 心痛的感覺           | 邰肇玫               | 邰肇玫                                  | 4:22     | 翻唱 原唱:蘇芮                                               |
| 05   | 我是誰               | 陳建寧               | 陳建寧                                  | 4:26     | 新歌 華視/衛視中文台台灣偶像劇《K歌·情人·夢》片尾曲 第二主打 |
| 06   | Right here waiting   | RICHARD MARX         | RICHARD MARX                            | 4:28     | 翻唱 原唱:Richard Marx                                       |
| 07   | 原來愛               | 磐子                 | 陳志遠                                  | 4:29     | 翻唱 原唱:白吉勝                                             |
| 08   | Rock for love        | 林尚德 陳建寧        | 陳建寧                                  | 3:32     | 新歌 第三主打 中文版 個人演唱                                |
| 09   | 我們的天堂           | 姚若龍               | Keith Stuart                            | 5:39     | 新歌 跟戴愛玲合唱                                            |
| 10   | 無邊界               | 范逸臣               | Kara DioGuardi Mitch Allan Cathy Dennis | 3:50     | 新歌                                                         |
| 11   | 什麼風把你吹來的     | 鄔裕康               | 范逸臣                                  | 3:23     | 新歌 首波主打                                                |
| 12   | 是時候 啟程(OT:許願) | 鄭昭仁 方裔如 范逸臣 | 范逸臣                                  | 4:41     | 新歌 第四主打                                                |

## 音樂錄影帶
https://www.youtube.com/watch?v=T3HajLSq3EA （页面存档备份，存于） (什麼風把你吹來的What brings you here )

## 外部連結
- （繁體中文）KKBOX《搖滾吧，情歌 !》 （页面存档备份，存于）
- （繁體中文）博客來音樂館>范逸臣 / 《搖滾吧，情歌 !》 （页面存档备份，存于）
- （繁體中文）玫瑰大眾購物網 - 《搖滾吧，情歌 !》[永久]